# 鼠掌老鹳草
鼠掌老鹳草（学名：Geranium sibiricum）为牻牛儿苗科老鹳草属的植物。分布于高加索、俄罗斯西伯利亚、欧洲、日本、朝鲜、蒙古、中亚以及中国大陆的东北、湖北、西北、华北、西南等地，生长于海拔400米至3,900米的地区，一般生长在河谷草甸、疏灌丛、林缘以及杂草，目前尚未由人工引种栽培。

## 异名
- Geranium sibiricum L. var. multiflorum Z. H. Lu